# Merced (hardware)
Merced è il nome in codice della prima generazione di CPU Itanium sviluppate da Intel insieme a Hewlett-Packard con architettura interamente a 64 bit allo scopo di fare concorrenza ai processori RISC DEC Alpha. Tale architettura prende il nome di IA-64, per differenziarsi dalla IA-32 alla base delle altre CPU Intel, Xeon sempre per i server, e Pentium (Pentium 4 compresi i predecessori e Pentium D).
Originariamente previsto per il 2000, è invece arrivato sul mercato solo a giugno 2001 dopo molti rimandi e alcune smentite che volevano sostenere addirittura l'abbandono del progetto per gli alti costi e le scarse previsioni di rendita.

## Caratteristiche tecniche
I primi modelli avevano un clock di 800 MHz e 733 MHz con una cache L1 di 32 KB, L2 di 96 KB e quella L3 di 4 MB o 2 MB, a seconda della versione, esterna al die del processore. Venivano integrati in pochissime soluzioni prodotte da Intel e HP, ovviamente, e anche da Dell storica partner di Intel nella fornitura di sistemi completi basati proprio sui processori del colosso di Santa Clara.
Tali macchine erano, per quanto riguardava HP, due server e una workstation, fra cui un server RX9610 a 16 vie (cioè 16 CPU), mentre per quanto riguardava Dell una workstation PowerEdge 7150 a 4 vie e Big Blue una IntelliStation Z-Pro 6894 a 2 vie. Più avanti, anche Compaq (poi acquisita dalla stessa HP) si gettò nel nuovo business dei PC a 64 bit, mentre Sun Microsystems non ha mostrato nessun interesse verso l'architettura IA-64 di Intel, sostenendo che la sua piattaforma proprietaria Solaris SPARC fosse di gran lunga superiore e collaudata.

## Alti prezzi e basse prestazioni
I prezzi dei processori erano esorbitanti, da 1200 $ a 4000 $ a fronte di prestazioni decisamente deludenti. In ambito IA-64 otteneva prestazioni simili ad un equivalente processore x86 di pari clock che eseguiva la stessa applicazione compilata però per una cpu x86. In emulazione x86 invece la velocità di esecuzione era pari a 1/8 di quella di un processore tradizionale.

## Alcuni motivi del fallimento di Merced
Uno dei principali motivi delle scarse prestazioni di Merced è imputabile all'altissima latenza della memoria cache di terzo livello. Gli ingegneri Intel speravano che l'elevata banda passante di Merced avrebbe sopperito a tale latenza, ma i fatti hanno dimostrato che si sbagliavano di grosso, infatti tale latenza era troppo alta (a causa del fatto che la cache non era integrata sul die del processore ma esterna ad esso) tanto che le sue prestazioni non erano poi così diverse da quella della RAM del sistema. Con le cache L1 ed L2 relativamente piccole, questo comportava un sovraccarico del bus principale dato che le istruzioni compilate per l'architettura IA-64 occupano maggiore spazio delle equivalenti istruzioni x86, provocando una rapida saturazione della cache e il conseguente continuo scambio di informazioni con quella L3 e la memoria principale, come detto notevolmente più lente.
Tutto questo veniva solo in parte mitigato dalla frequenza del BUS pari a 266 MHz, comparabile con gli Athlon del tempo, ma più lento del 33% rispetto a quello utilizzato dai contemporanei Pentium 4. Tutto questo era amplificato dal fatto che il processore Itanium era stato progettato espressamente per sistemi multiprocessore dove quindi il BUS veniva condiviso. La scarsa velocità del clock non ha certo aiutato a compensare tutti questi problemi.

### Forse se Merced fosse arrivato prima...
I continui ritardi cui è stato soggetto hanno poi comportato che fosse "fuori tempo", ovvero il progetto sarebbe forse stato competitivo se fosse uscito nei tempi previsti, ma a causa del rapido sviluppo di questo mondo, ormai i tempi erano passati.
Qualcuno ha malignamente rinominato Itanium in "Itanic", riferendosi scherzosamente all'altrettanto sfortunato transatlantico Titanic.
Recentemente inoltre, Microsoft ha annunciato la cessazione dello sviluppo delle versioni per workstation dei suoi sistemi operativi, continuando solo quelli in ambito server, limitando ulteriormente la diffusione di tale processore. Il supporto per le workstation continua comunque da parte di Linux.